# Каламар (Іран)
Каламар (перс. كلمر) — село в Ірані, у дегестані Хотбех-Сара, у бахші Карґан-Руд, шагрестані Талеш остану Ґілян. За даними перепису 2006 року, його населення становило 44 особи, що проживали у складі 9 сімей.

## Клімат
Середня річна температура становить 12,61 °C, середня максимальна – 26,95 °C, а середня мінімальна – -1,64 °C. Середня річна кількість опадів – 651 мм.
| Клімат поселення                              | Клімат поселення | Клімат поселення | Клімат поселення | Клімат поселення | Клімат поселення | Клімат поселення | Клімат поселення | Клімат поселення | Клімат поселення | Клімат поселення | Клімат поселення | Клімат поселення | Клімат поселення |
| Показник                                      | Січ.             | Лют.             | Бер.             | Квіт.            | Трав.            | Черв.            | Лип.             | Серп.            | Вер.             | Жовт.            | Лист.            | Груд.            |                  |
| Середній максимум, °C                         | 10,18            | 9,15             | 10,92            | 15,24            | 20,11            | 24,86            | 26,95            | 26,56            | 21,95            | 18,48            | 13,54            | 10,31            |                  |
| Середня температура, °C                       | 4,80             | 3,76             | 5,52             | 9,85             | 14,72            | 19,46            | 22,85            | 22,48            | 17,86            | 14,39            | 9,44             | 6,22             |                  |
| Середній мінімум, °C                          | −0,6             | −1,64            | 0,12             | 4,46             | 9,34             | 14,06            | 18,75            | 18,37            | 13,75            | 10,28            | 5,37             | 2,12             |                  |
| Норма опадів, мм                              | 52               | 49               | 63               | 58               | 49               | 28               | 13               | 28               | 66               | 103              | 75               | 67               |                  |
| Середньомісячна швидкість вітру, м/с          | 2.22             | 2.48             | 2.48             | 2.52             | 2.30             | 2.26             | 2.58             | 2.31             | 2.01             | 2.01             | 2.18             | 2.04             |                  |
| Середньомісячна сонячна радіація, кДж/м²·день | 6886             | 9279             | 11476            | 15796            | 19586            | 22408            | 23334            | 19789            | 16094            | 11031            | 8332             | 6469             |                  |
| --------------------------------------------- | ---------------- | ---------------- | ---------------- | ---------------- | ---------------- | ---------------- | ---------------- | ---------------- | ---------------- | ---------------- | ---------------- | ---------------- | ---------------- |
| Джерело:                                      |                  |                  |                  |                  |                  |                  |                  |                  |                  |                  |                  |                  |                  |